# Charaxes burgessi
Charaxes burgessi är en fjärilsart som beskrevs av Van Son 1953. Charaxes burgessi ingår i släktet Charaxes och familjen praktfjärilar. Inga underarter finns listade i Catalogue of Life.